# Lesebuch 65
Das "Lesebuch 65" war eine Schullesebuchreihe für Haupt- und Realschulen, die vom Hermann Schroedel Verlag, Hannover, herausgegeben wurde und nach seinem Erscheinungsjahr benannt ist.
Herausgeber des "Lesebuch 65" waren Klaus Gerth, Alfred Blumenthal, Heinz-Günther Pflughaupt, Ulrich Thiergard und Ulrich Wangerin.

## Entstehungskontext
In den 1960er Jahren entfachte in der Bundesrepublik Deutschland eine intensive Debatte über die inhaltliche Ausrichtung von Lesebüchern. 
Diese Diskussion wurde unter anderem initiiert durch Robert Minder, Hildegard Hamm-Brücher und Peter Glotz und war Teil einer breiteren Bewegung zur Reform 
des Bildungswesens und spiegelte den gesellschaftlichen Wandel jener Zeit wider. Besonders kritisiert wurde, dass die Schullesebücher in den Nachkriegsjahren 
wirklichkeitsfremd wären, ein agrarisches Gesellschaftsbild vermitteln und die industrielle Wirklichkeit der bundesrepublikanischen Nachkriegsgesellschaft 
ausblenden und über das zeitgenössische Leben so gut wie nichts enthalten, dafür aber Blut und Boden romantisieren.

## Pädagogische Bedeutung und Rezeption
Das "Lesebuch 65" stellte eine wegweisende Entwicklung in der Geschichte deutscher Schullesebücher dar, denn es zeichnete sich durch einen innovativen Ansatz aus, 
der sowohl zeitgemäß als auch zugänglich war. Die Modernität des "Lesebuch 65" zeigte sich vor allem in der Erweiterung des traditionellen Literaturbegriffs. 
Die Herausgeber wollten die Welt zeigen wie sie ist und integrierten neben den Klassikern auch zeitgenössische Texte von Autorinnen und Autoren sowie Auszüge aus populären Jugendbüchern und schafften damit eine Kombination aus Tradition und Moderne.
Dieser Ansatz gilt als Paradigmenwechsel, denn das "Lesebuch 65" berücksichtigte erstmals auch die Lebenswelt und Interessen der Schülerinnen und Schüler, 
was aus jugendpsychologischer Sicht einen bedeutenden Fortschritt darstellte und zielte darauf ab, dass Schülerinnen und Schüler in die Lage versetzt werden, 
sich gegenüber Literatur eigenständig, aktiv und kritisch verhalten zu können.
Trotz dieser Neuerungen präsentierte das "Lesebuch 65" inhaltlich und qualitativ vorbildliche Texte für den Unterricht und bot damit eine Brücke zwischen bewährten 
pädagogischen Konzepten und den sich wandelnden, Anforderungen an den Deutschunterricht in den 1960er Jahren. 
Peter Glotz bezeichnete das "Lesebuch 65" als "Einen Schritt in Richtung auf unsere Gegenwart."

## Typografie und Gestaltung
Das "Lesebuch 65" setzte auch in der visuellen Gestaltung neue Maßstäbe. Im Gegensatz zu früheren Schulbüchern, die oftmals konservative Layouts aufwiesen, 
präsentierte sich das "Lesebuch 65" mit einer klaren, übersichtlichen und zeitgemäßen Typografie und modernen grafischen Prinzipien.
Mit diesem klaren und funktionalen Layout unterstrich es seine Modernität und den Aufbruch in eine neue Zeit.